# Jörg Breu (starszy)

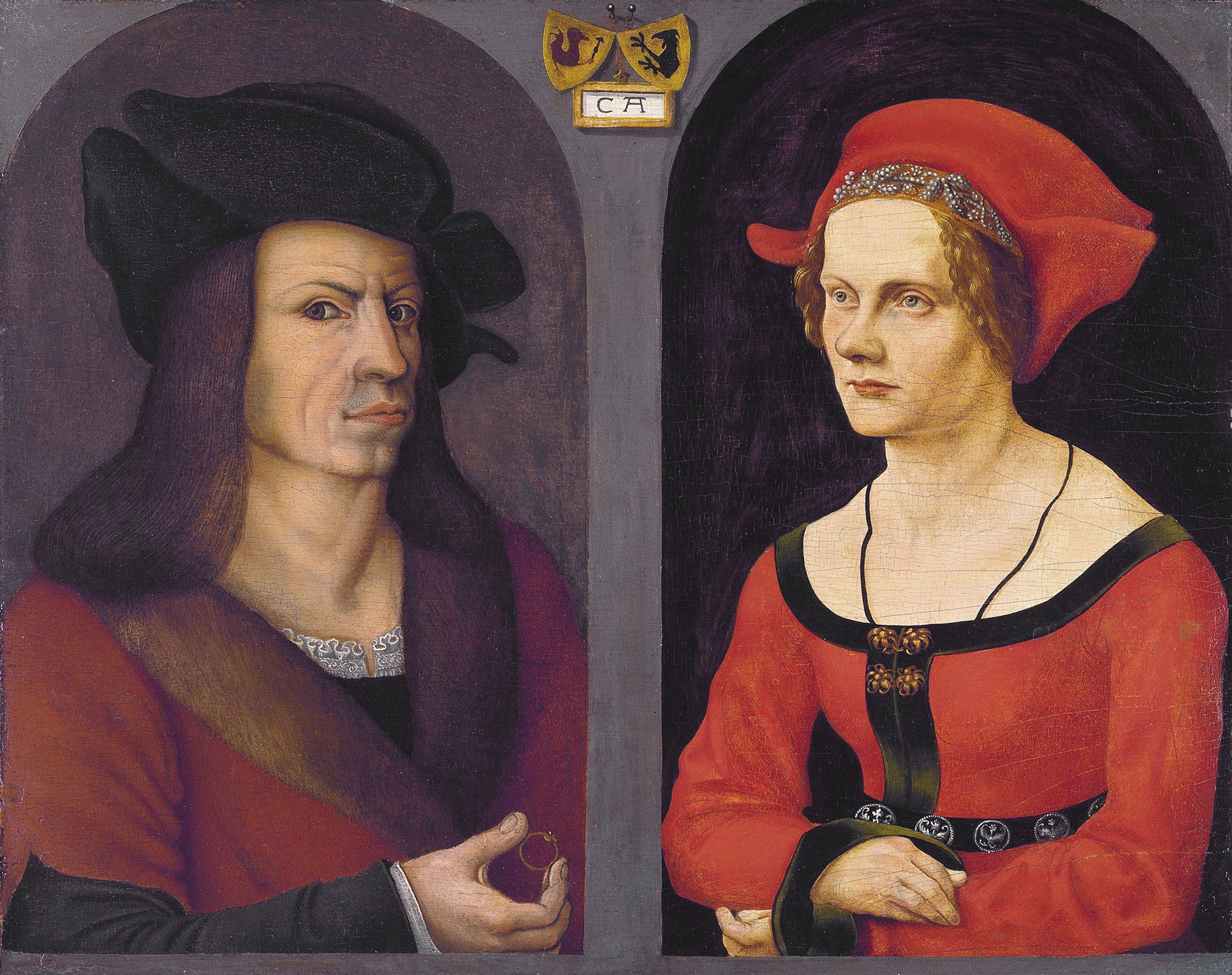
Portret ślubny Colomana Helmschmida i Agnes Breu (1500-1505)

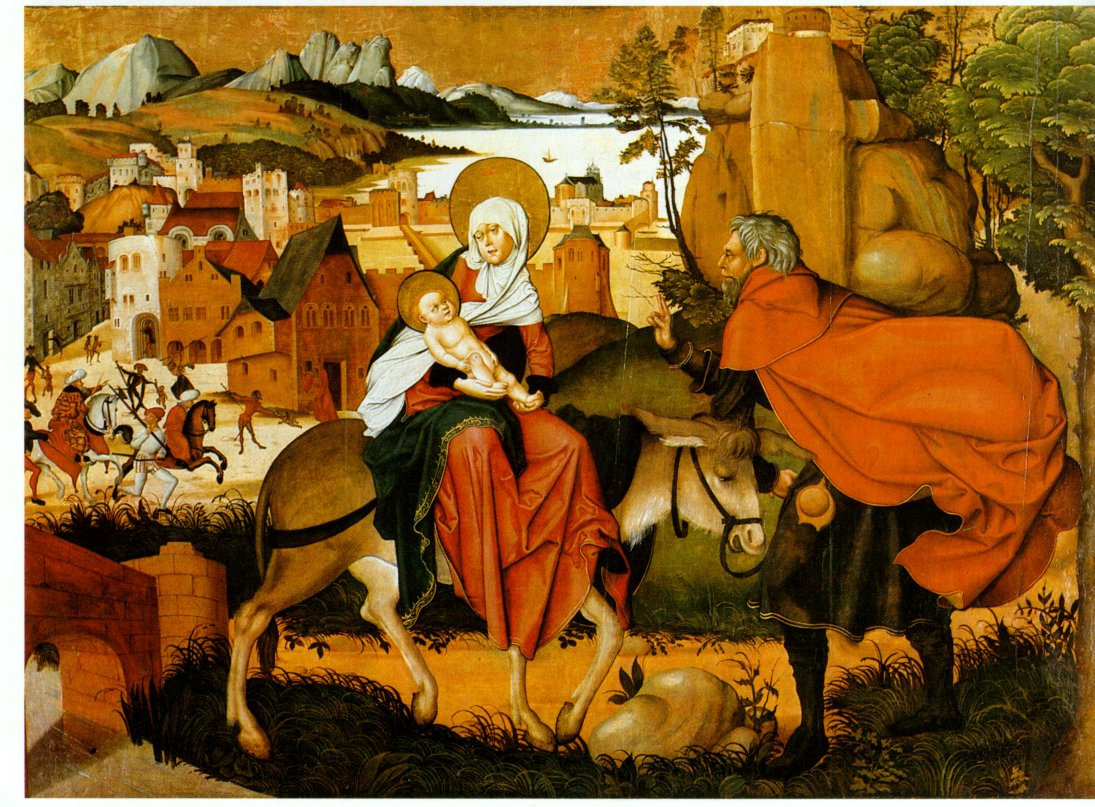
Ucieczka do Egiptu (15010

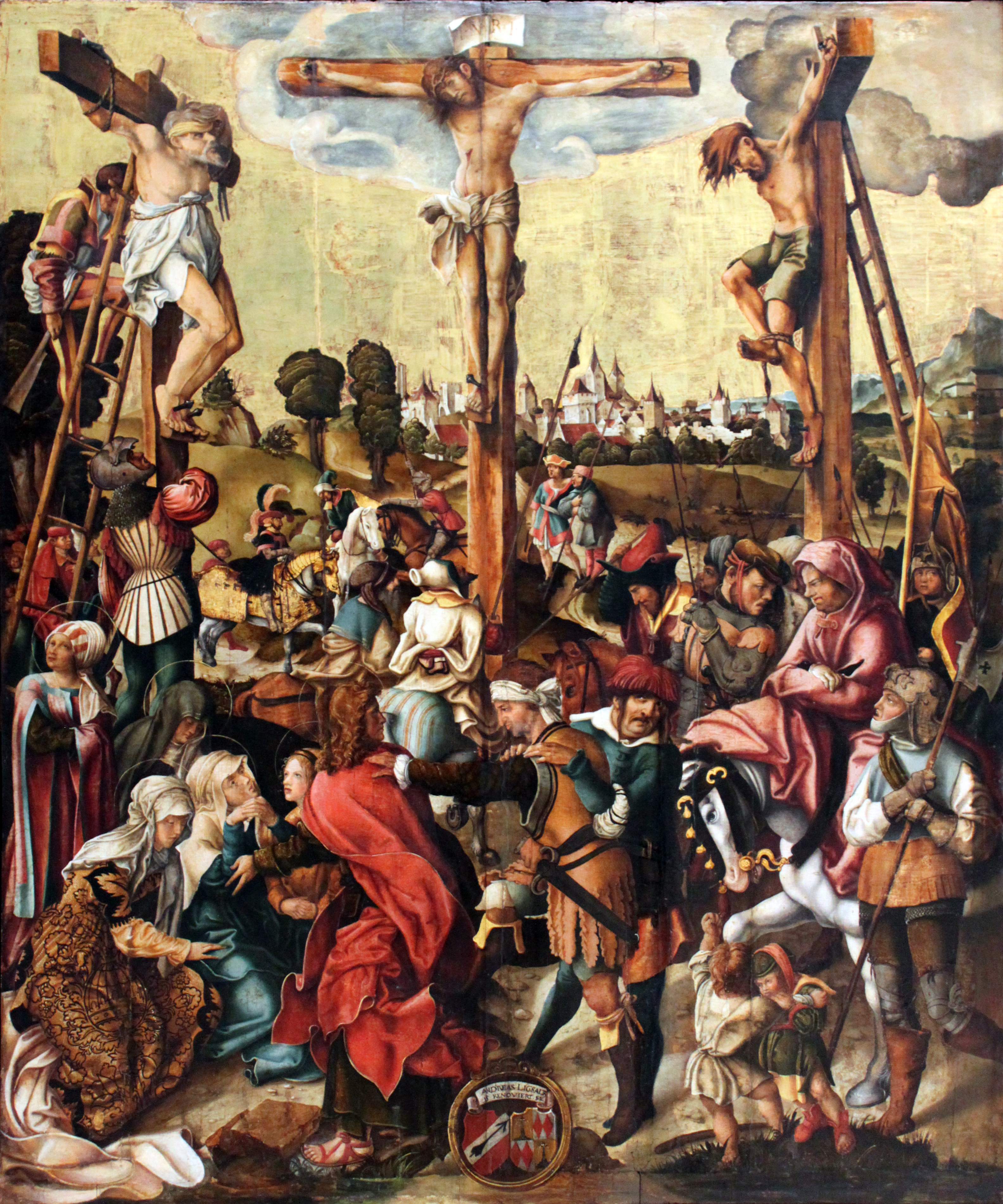
Ukrzyżowanie (1520)

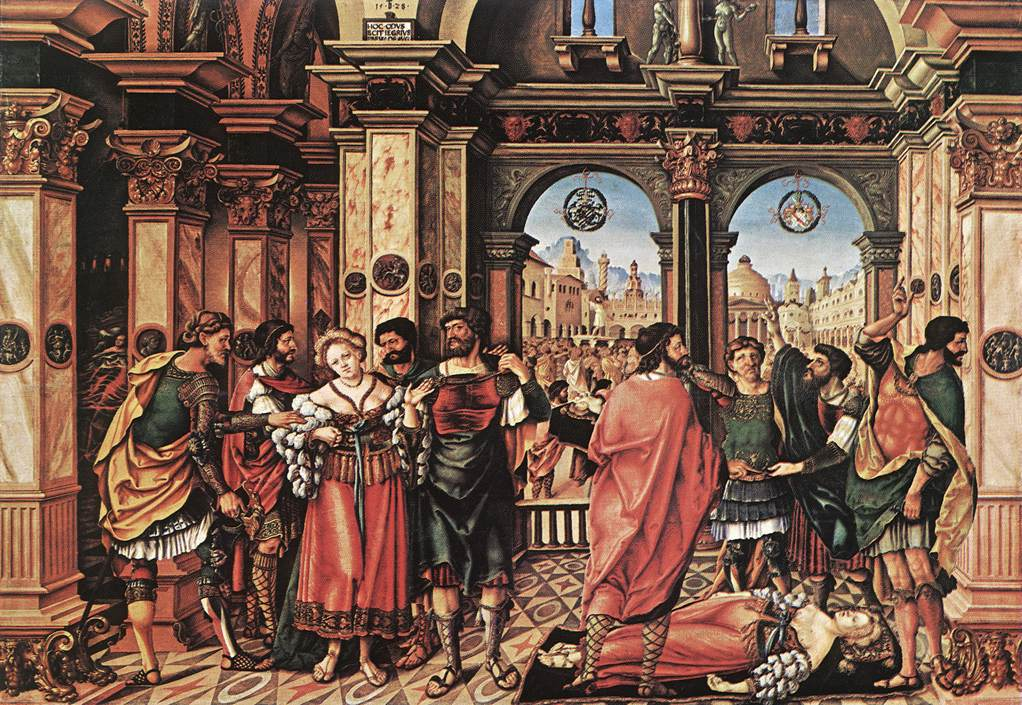
Śmierć Lukrecji (1528)

Jörg Breu (starszy) (ur. ok. 1475 w Augsburgu, zm. w 1537 tamże) – niemiecki malarz i grafik okresu renesansu.

## Życie
Był synem tkacza. Uczył się u Ulricha Apta. W 1502 został mistrzem malarskim. W l. 1500-1502 przebywał w Austrii, gdzie wykonał wielu malowideł ołtarzowych. Prawdopodobnie w l. 1514-15 podróżował do Włoch. Jego mecenasami byli cesarz Maksymilian I oraz książę Wilhelm IV Bawarski.

## Twórczość
Malował wiele obrazów ołtarzowych dla klasztorów w Austrii (m.in. dla benedyktynów w Melku, cystersów w Zwettl-Niederösterreich oraz augustianów w Herzogenburgu). Tworzył ilustracje książkowe i drzeworyty, projektował witraże. Ok. 1520 wykonał skrzydła obudowy  organów w kaplicy Fuggerów w augsburskim kościele św. Anny. Namalował też freski w ratuszu w Augsburgu, które nie zachowały się do naszych czasów. Tworzył pod wpływem Albrechta Altdorfera i Hansa Burgkmaira. Uważany jest za prekursora szkoły naddunajskiej.
W XIX w. niemieccy historycy przypisywali Breuowi autorstwo obrazu Bitwa pod Orszą, jednak współcześnie ta hipoteza nie jest przyjmowana.
Jörg Breu (młodszy) (1510-1557), syn i uczeń artysty, przejął jego pracownię w 1534. Był płodnym rytownikiem. Pracował jako nadworny malarz w  Neuburgu.  

### Wybrane dzieła
- Ołtarz św. Bernarda -  1500, Kolegiata w  Zwettl
- Ukrzyżowanie (Ołtarz z Aggsbach) -  1501, 92 × 128 cm, Germanisches Nationalmuseum, Norymberga
- Ucieczka do Egiptu (Ołtarz z Aggsbach) -  1501, 92,5 x 128 cm, Germanisches Nationalmuseum, Norymberga
- Ołtarz Męki Pańskiej -  1502, Opactwo Benedyktynów w Melku 
  - Chrystus na Górze Oliwnej
  - Pocałunek Judasza
  - Chrystus przed Kajfaszem
  - Chrystus przed Piłatem
  - Biczowanie
  - Cierniem koronowanie
  - Naigrawanie
  - Ecce Homo
- Portret ślubny Colomana Helmschmida i Agnes Breu  1500-05, Museo Thyssen-Bornemisza, Madryt
- Portret młodego mężczyzny -  1510, Museum of Art, San Diego
- Pokłon Trzech Króli -  1518, Mittelrheinisches Landesmuseum, Koblencja
- Ołtarz św. Urszuli -  1525, 215 x 162 cm + 173 x 77 cm (skrzydła), Galeria Obrazów Starych Mistrzów w Dreźnie
- Podniesienie krzyża -  1524, 87 x 63 cm, Muzeum Sztuk Pięknych w Budapeszcie
- Madonna z Dzieciątkiem i szczygłem -  1523, 52,5 x 39,5 cm,  Kunsthistorisches Museum. Wiedeń
- Śmierć Lukrecji -  1528 cm, 103 x 148 cm, Stara Pinakoteka, Monachium